# Station Brachów
Station Brachów is een spoorwegstation in de Poolse plaats Brachów.